# ناترون
ناترون  یا نطرون  (به انگلیسی: Natron) با فرمول شیمیایی Na2CO3.10H2O که بوره ارمنی نیز گفته می‌شود، از مجموعه کانی هاست و کمی در آب حل می‌شود، دارای مزه پودر لباسشویی است. از کلمه ناترون به معنی Soude یا نمک قلیایی گرفته شده‌است. در هوای آزاد رطوبت را جذب می‌کند - شعله را زرد می‌نماید - کمی در آب حل می‌شود. Na2O:۲۱٫۶٪ CO۲:۱۵٫۴٪ H2O:۶۳٪
از نظر شکل بلور: پهن و کوتاه، رنگ: بیرنگ - سفید - خاکستری، شفافیت: نیمه شفاف، جلا: شیشه ای، رخ: کامل - مطابق باسطح، سیستم تبلور: مونوکلینیک و در رده‌بندی کربنات است و منشأ تشکیل آن دریاچه‌های نمک دار است.
همایند کانی‌شناسی (پارانژ) آن - ترموناتریت- میرابیلیت- ترونا است
کاربرد آن: در صنایع شیمیایی، از نظر ژیزمان بلورهای کوچک - قشرهای دانه‌ای یا رشته‌ای - گلهای شکفته روی نمکها فراوان است و بیشتر در مصر و روسیه یافت می‌شود.